# Пустогородська сільська рада
Пустогоро́дська сільська́ ра́да — колишній орган місцевого самоврядування у Глухівському районі Сумської області. Адміністративний центр — село Пустогород.

## Загальні відомості
- Населення ради: 489 осіб (станом на 2001 рік)

## Населені пункти
Сільській раді підпорядковані населені пункти:
- с. Пустогород
- с. Смикарівка
- с. Смолине
- с. Ходуня

## Склад ради
Рада складається з 12 депутатів та голови.
- Голова ради: Гніденко Володимир Олександрович
- Секретар ради: М'ячик Тетяна Сергіївна

### Керівний склад попередніх скликань
| Прізвище, ім'я, по батькові      | Основні відомості                                                 | Дата обрання | Дата звільнення |
| -------------------------------- | ----------------------------------------------------------------- | ------------ | --------------- |
| Гніденко Володимир Олександрович | Сільський голова, 1956 року народження, освіта вища               | 26.03.2006   | 31.10.2010      |
| Гніденко Володимир Олександрович | Сільський голова, 1956 року народження, освіта вища, безпартійний | 31.10.2010   |                 |

Примітка: таблиця складена за даними сайту Верховної Ради України